# Marcus Caelius Rufus
Sauf précision contraire, les dates de cet article sont sous-entendues « avant l'ère commune » (AEC), c'est-à-dire « avant Jésus-Christ ».
Marcus Caelius Rufus (28 mai 82 av. J.-C. - après 48 av. J.-C.) était un orateur et politicien de la fin de la République romaine, né dans une riche famille équestre d'Interamnia Praetuttiorum (aujourd'hui, Teramo), sur la côte orientale de l'Italie centrale. Il est surtout connu pour son procès pour violence publique (de vi publica) en mars 56, lors duquel Cicéron le défendit dans un discours, le Pour Caelius (Pro Caelio), qui nous est parvenu, ainsi que comme le destinataire et l'auteur de quelques-unes des lettres mieux écrites dans le corpus ad familiares de la correspondance existante de Cicéron.

## Biographie
En 59, Caelius accuse Caius Antonius Hybrida d'avoir pris part à la conjuration de Catilina.
En 56, Caelius est poursuivi pour violence (vis), plus précisément pour le meurtre d'un ambassadeur. Il est défendu avec succès par Crassus et, surtout, par Cicéron, dont le discours Pro Caelio établit que le procureur, Atratinus, était manipulé par Clodia pour se venger sur Caelius d'une liaison qui avait mal tourné.
Caelius est questeur en 55 ou 54, tribun de la plèbe en 52, et édile curule en 50. Au cours de cette période, il écrit une série de lettres pleines d'esprit et instructives à Cicéron, qui servait lors de son proconsulat en Cilicie (50).
En 49, lorsque débuta la guerre civile, Caelius prit le parti de Caius Jules César contre Pompée. En 48, il accéda à la préture en qualité de préteur pérégrin. Toutefois, lorsque son projet de programme de réduction de la dette fut contesté par le Sénat et qu'il fut suspendu de ses fonctions, il rejoignit en Lucanie (au sud de Naples) le fameux Milon (Titus Annius Milo) dans une rébellion contre César qui fut rapidement écrasée. Rufus et Milon furent exécutés.